# Paul Shoiry
Paul Shoiry, né en juin 1956, est un homme politique québécois actif dans le  district de Saint-Louis-Sillery. Ancien maire de la ville de Sillery il siège comme conseiller municipal au conseil de ville de la Ville de Québec jusqu'en 2017.

## Biographie

### Formation et carrière professionnelle
Diplômé en art de l'Université d'Ottawa en 1977 puis en administration des affaires en 1980 également à l'Université d'Ottawa, Paul Shoiry débutera sa carrière professionnelle à la commission de la fonction publique du Canada comme conseiller puis gestionnaire en ressource humaine. Il demeurera dans la fonction publique fédérale pendant plus de 20 ans et exercera ses fonctions dans plusieurs ministères et organismes gouvernementaux fédéraux. Il terminera sa carrière dans la fonction publique comme directeur des ressources humaines pour Environnement Canada où il dirigera plusieurs projets de politiques et de directives liées aux ressources humaines.

### Carrière politique

#### Ville de Sillery

##### Premier Mandat
C'est en 1990 que Paul Shoiry fera un premier saut en politique municipale lorsqu'il briguera un premier mandat au sein du conseil municipal de la ville de Sillery. En effet, insatisfait du travail du conseiller de son quartier de résidence, Paul Shoiry organisera lui-même sa première campagne municipale et remportera le siège de conseiller. Il fera alors partie de l'opposition pendant son premier mandat face à la mairesse de l'époque madame Margaret Delisle, qui quittera pour briguer le poste de député provinciale dans la circonscription de Jean-Talon lors de l'élection générale de 1994.

#### Maire de Sillery
Suivant l'élection générale de 1994 dans la ville de Sillery, Paul Shoiry remportera l'élection et sera assermenté maire de Sillery la même année. Il demeurera en poste jusqu'en 2001, où les fusions municipales font en sorte de joindre la ville de banlieue à la Capitale-Nationale.
Lors de ses mandats, le maire de Sillery réalisera de nombreux projets d'aménagements et d'amélioration des services municipaux, notamment en investissant dans les infrastructures de loisirs municipales et en renvoyant la gestion des services de déneigements de la ville. Ses mandats seront également marqués par la négociation et la conclusion des conventions collectives des fonctionnaires de la ville. Grâce à son implication, Paul Shoiry parviendra à augmenter de façon majeure la productivité des fonctionnaires tout en réduisant la masse salariale.
Au cours de cette période, il fut également vice-président de 1994 à 1998 de la Société de transport de la communauté urbaine de Québec (STCUQ), renommé en 2002 sous son nom actuel du Réseau de Transport de la Capitale (RTC), et vice-président de la commission de l'aménagement, de la circulation et du transport de la communauté urbaine de Québec de 1998 à 2001. Il fut également membre du comité sur le plan de transport de la région 03 du gouvernement du Québec en plus de siéger sur différents comités de l'Union des Municipalités du Québec (UMQ).
En 2001, suivant le dépôt d'un livre blanc puis d'un projet de loi par la ministre des affaires municipales de l'époque, madame Louise Harel, visant à regrouper les villes de banlieues avec les villes centre, la ville de Sillery sera fusionnée à la ville de Québec, et ce malgré de nombreuses oppositions. La ville deviendra dès lors un district de la Vieille-Capitale que Paul Shoiry représentera comme conseiller municipal dans l'arrondissement Sainte-Foy–Sillery (Québec).

#### Conseiller du district de Saint-Louis-Sillery

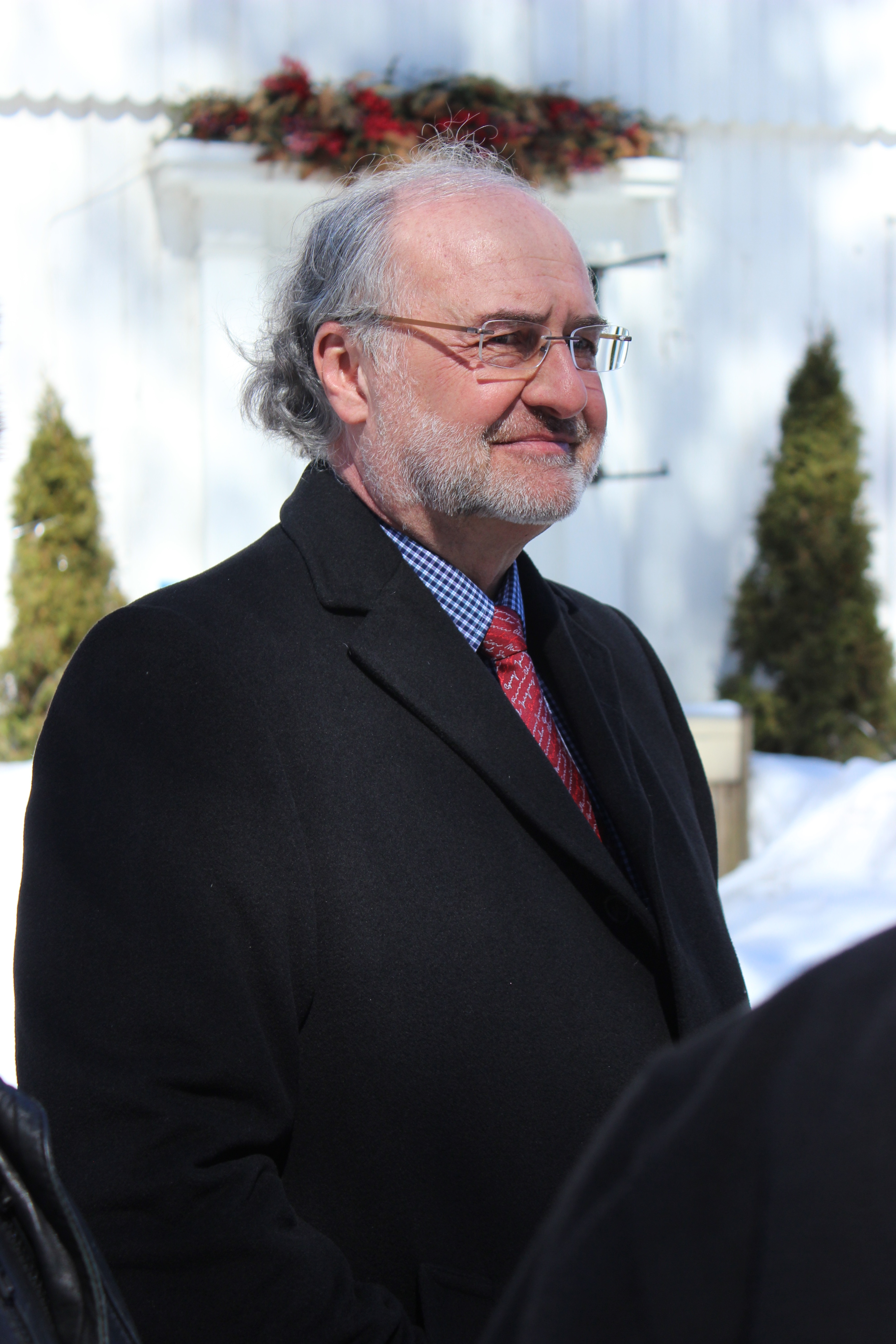
Paul Shoiry dans son district en hiver 2017

Dernier maire de la défunte ville de Sillery, Paul Shoiry fut, à la suite des fusions municipales de 2001, conseiller du district de Sillery dans l'arrondissement de Sainte-Foy-Sillery-Cap-Rouge pour le parti Action civique de Québec dont il fut également le chef intérimaire en 2005. Il a par la suite agi à titre de conseiller indépendant jusqu'au 1er novembre 2009. Il se présentera de nouveau en 2013 après une courte pause d'un mandat, où il se représentera cette fois sous la bannière du parti Démocratie Québec, dont il sera chef jusqu'en novembre 2016. Il sera chef de l'opposition officielle au conseil municipal de la ville de Québec de 2013 à 2016.

#### Premier mandat
Au cours de son premier mandat de 2001 à 2009 il fut membre de l'opposition officielle et président de la commission métropolitaine de transport (CMQ). Il sera également membre de la commission de développement économique et de l'environnement au cours de la même période.
Cependant, le maire de la ville de l'époque Jean-Paul L'Allier, remarquera rapidement l'intérêt et la compétence du conseiller dans la gestion des dossiers de transports en commun et le nomme donc sur le conseil d'administration du Réseau de transport de la Capitale (RTC). Il occupera ce poste de 2006 à 2009.
Il deviendra également président du RTC de 2001 à 2004 où il aura notamment à renégocier les conventions collectives des employés du RTC.Parmi ses principales réalisations notons le développement de partenariat avec des entreprises du secteur privé, de l'enseignement, et des secteurs publics et parapublics; le révision des processus d'opérations et d'entretiens pour améliorer la productivité et réduire les coûts; l'optimisation des parcours et l'élaboration d'un plan stratégique de développement et d'amélioration des services. Paul Shoiry a également participé au développement de la nouvelle image du RTC qui demandait depuis de nombreuses années à être modernisées. Il choisit de ne pas se représenter lors de l'élection suivante et quitte provisoirement la vie politique. Il se représentera néanmoins en 2013 lors de l'élection générale toujours dans le district électoral de Saint-Louis-Sillery.

#### Chef de l'opposition officielle
En 2013, Paul Shoiry briguera une nouvelle fois le siège de conseiller pour le district électoral de Saint-Louis-Sillery. Il ressortira vainqueur de l'élection avec un appui populaire de 60,6%. Il fera donc partie du parti de l'opposition officielle auprès des deux autres élus de sa formation, Anne Guérette, élus dans le district de Cap-aux-diamants, et Yvon Bussière, élu dans le district de Montcalm et déclaré indépendant au début de 2017.
Il sera choisi par ses collègues comme chef du parti et sera en conséquence chef de l'opposition officielle de 2013 à novembre 2016.
Depuis Mai 2017 il siégera désormais comme conseiller municipal indépendant.

## Autres Réalisations
En 2012, Paul Shoiry sera président du comité des fêtes du 375e anniversaires de Sillery et sera un acteur important lors de l'organisation des différents évènements qui visaient à souligner l'histoire de l'ancienne ville de Sillery.
Depuis 2009, Paul Shoiry est désormais membre de l'ordre des conseillers en ressources humaines agréés du Québec (CRHA).
Paul Shoiry a également participer en 2009 à titre de chroniqueur pour l'émission de radio le match politique. 